# نقاعيات
النقاعيات (الاسم العلمي: Infusoria) هي أصنوفة من الحييوينات (Animalcules) المجهرية التي اكتسبت اسمها من أنها شوهدت في الأصل في منقوعات مواد نباتية. وهي تتكون من مادة هلامية مغلفة بغشاء رقيق كله أو جزؤ منه مزود بشعر قصير يتذبذب (يسمى أهداب=Cilia) والتي بواسطتها تسبح هذه الحييوينات خلال الماء أو تنقل الجزيئات الدقيقة المكونة لغذائها إلى فتحة الفم.
وتشمل النقاعيات المخلوقات المائية الدقيقة مثل الهدبيات والحنادر والطلائعيات والطحالب وحيدة الخلية واللافقاريات الصغيرة الموجودة في أحواض المياه العذبة.
استخدم بعض المؤلفين (على سبيل المثال أوتو بوتشلي) مصطلح النقاعيات كمرادف للهدبيات. في التصنيفات الرسمية الحديثة ، يعتبر هذا المصطلح متقادمًا؛ تم تعيين الكائنات الحية الدقيقة المدرجة سابقا في النقاعيات في معظمها إلى المملكة الطلائعيات. اقترح الباحثون أن معدلات التكاثر في النقاعيات تزيد بشكل دوري وتنخفض على مدى فترات من الزمن.